# Al-Hayma
Al-Hayma és una comarca del Iemen al sud-oest de Sanaà a la ruta entre aquesta ciutat i el port d'al-Hudayda. Té al nord el uadi Surdul i al sud el uadi Saham. Limita a l'est amb les terres dels Banu Matar (al sud de la regió d'Hadur Nabi Shuayb). La comarca cultivava cafè a finals del segle xix.
La regió està dividida en dues parts diferenciades: al-Hayma al-Khadiriya (Hayma exterior) a l'oest, i al-Hayma al-Dakhiliya (Hayma interior) a l'est. És al costat de la regió d'Haraz. La ciutat principal d'Hayma exterior és Mafhak, amb una fortalesa notable a 150 metres d'altura en un cim rocós. La de l'Hayma Interior és al-Urr a la vista del Hadur Nabi Shuayb. La muntanya més alta és el Karn al-Wai de 2.900 metres.
Correspon probablement a la regió anomenada per al-Hamdani com país dels akhrudj, branca dels hamdan. Modernament és considerada la principal regió del zaidisme, encara que des del segle xix hi han penetrat ismaïlites de Nadjran.